# Svart fotblomfluga
Svart fotblomfluga (Platycheirus carinatus) är en tvåvingeart som först beskrevs av Charles Howard Curran 1927.  Svart fotblomfluga ingår i släktet fotblomflugor, och familjen blomflugor. Enligt den finländska rödlistan är arten nära hotad i Finland. Det är osäkert om arten förekommer i Sverige. Artens livsmiljö är kalfjäll.